# Scurry (Texas)
Scurry es un pueblo ubicado en el condado de Kaufman en el estado estadounidense de Texas. En el Censo de 2010 tenía una población de 681 habitantes y una densidad poblacional de 136,31 personas por km².

## Geografía
Scurry se encuentra ubicado en las coordenadas 32°30′46″N 96°23′8″O / 32.51278, -96.38556. Según la Oficina del Censo de los Estados Unidos, Scurry tiene una superficie total de 5 km², de la cual 5 km² corresponden a tierra firme y (0%) 0 km² es agua.

## Demografía
Según el censo de 2010, había 681 personas residiendo en Scurry. La densidad de población era de 136,31 hab./km². De los 681 habitantes, Scurry estaba compuesto por el 91.48% blancos, el 2.06% eran afroamericanos, el 2.35% eran amerindios, el 0% eran asiáticos, el 0.15% eran isleños del Pacífico, el 1.62% eran de otras razas y el 2.35% pertenecían a dos o más razas. Del total de la población el 5.87% eran hispanos o latinos de cualquier raza.